# Łubowo (gmina)
Łubowo – gmina wiejska w województwie wielkopolskim, w powiecie gnieźnieńskim (w latach 1975–1998 położona w województwie poznańskim) z siedzibą w Łubowie.

## Struktura powierzchni
Według danych z 2002 ma powierzchnię 113,41 km² (w tym użytki rolne 82%, leśne 9%) i stanowi 9,04% powierzchni powiatu.

## Wsie
sołeckie
Baranowo, Dziekanowice, Fałkowo, Imielenko, Imielno, Lednogóra, Leśniewo, Łubowo, Myślęcin, Owieczki, Pierzyska, Rybitwy, Rzegnowo, Siemianowo, Strychowo, Wierzyce, Woźniki, Żydówko.
niesołeckie
Chwałkówko, Goraninek, Moraczewo, Przyborowo.

## Demografia
Według danych z 31 grudnia 2017 roku:

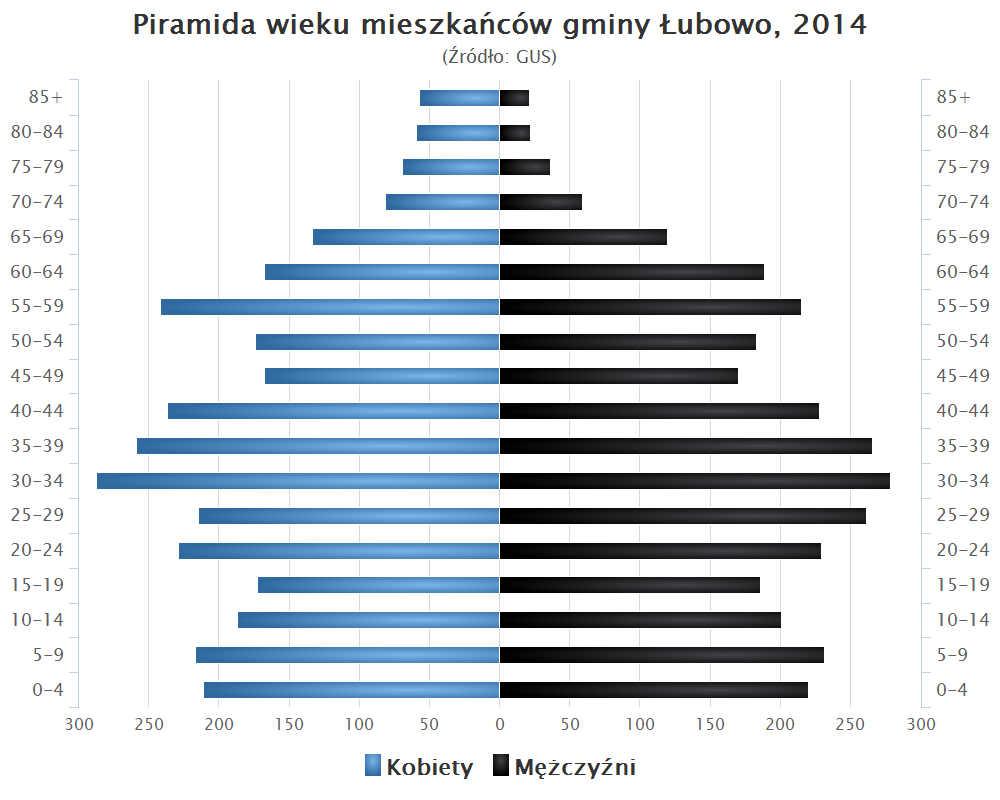
Piramida wieku mieszkańców gminy Łubowo w 2014 roku

| Opis                              | Ogółem | Ogółem | Kobiety | Kobiety | Mężczyźni | Mężczyźni |
| --------------------------------- | ------ | ------ | ------- | ------- | --------- | --------- |
| jednostka                         | osób   | %      | osób    | %       | osób      | %         |
| populacja                         | 6 563  | 100    | 3 305   | 50,4    | 3 258     | 49,6      |
| gęstość zaludnienia (mieszk./km²) | 57     | 57     | 29      | 29      | 28        | 28        |

## Sąsiednie gminy
Czerniejewo, Gniezno, Kiszkowo, Kłecko, Pobiedziska

## Miasta partnerskie
- Eschede (Niemcy)
- Saint Jouan de Guerets (Francja)
- Nin (Chorwacja)